# Bili Grejam
Vilijam Franklin Grejam mlađi (7. november 1918 – 21. februar 2018) bio je američki evanđelista, prominentna evangelijska hrišćanska figura, i zaređeni južni baptistički sveštenik, koji je postao poznat širom sveta krajem 40-ih. Jedan od njegovih biografa svrstao ga je „među najuticajnije hrišćanske vođe” 20. veka.
Kao propovednik, održavao je velike skupove u zatvorenom i na otvorenom sa propovedima koje su emitovane na radiju i televiziji; neke se još uvek emituju u 21. veku. Tokom njegovih šest decenija na televiziji, Grejam je bio domaćin godišnjih „krstaških pohoda”, evanđeličkih kampanja koje su trajale od 1947. do njegovog penzionisanja 2005. Takođe je bio domaćin radio emisije Sat odluke od 1950. do 1954. Odbijao je rasnu segregaciju i insistirao na rasnoj integraciji tokom njegovih preporoda i krstaških pohoda, počevši od 1953. godine; takođe je pozvao Martina Lutera Kinga mlađeg da zajedno propovedaju na oživljavanju u Njujorku 1957. godine. Pored svojih religijskih ciljeva, pomogao je da oblikuje svetski pogled ogromnog broja ljudi koji su došli iz različitih sredina, vodeći ih da pronađu odnos između Biblije i savremenih sekularnih gledišta. Prema njegovoj veb stranici, Grejam je propovedao živoj publici od 210 miliona ljudi u više od 185 zemalja i teritorija kroz razne sastanke, uključujući Svetsku misiju BMS i Globalnu misiju.
Grejam je bio duhovni savetnik predsednika SAD i pružao je duhovne savete svakom predsedniku, od Harija Trumana (33.) do Baraka Obame (44.). On je bio posebno blizak sa Dvajtom Ajzenhauerom, Lindonom Džonsonom (jednim od Grejamovih najbližih prijatelja), i Ričardom Niksonom. Takođe je bio dugogodišnji prijatelj sa drugim televangelistom, osnivačkim pastorom Kristalne katedrale Robertom Šulerom, sa kojim je Grejam razgovarao o pokretanju sopstvene televizijske svešteničke službe.
Grejam je rukovodio različitim medijima i izdavačkim poslovnicama. Prema svedočenu njegovog osoblja, više od 3,2 miliona ljudi odazvalo se pozivu u krstaškim pohodima Bilija Grejama da „prihvate Isusa Hrista kao svog ličnog spasioca”. Grejamov evanđelizam su cenili pripadnici glavnih protestantskih i rimokatoličke denominacije, jer je on ohrabrivao nove obraćenike da postanu članovi ovih crkava. Prema podacima iz 2008. godine, procenjena veličina Grejamove publike, uključujući radio i televizijske emisije, dostigla je 2,2 milijarde. Jedna posebna televizijska emisija iz 1996. godine mogla je da dostigne televizijsku publiku od čak 2,5 milijardi ljudi širom sveta. Zbog svojih krstaških pohoda Grejam je lično propovedao evanđelje većog grupi ljudi nego bilo ko u istoriji hrišćanstva. Grejam je bio na Galupovoj listi najomiljenijih muškaraca i žena rekordni 61 put. Grant Vaker piše da je sredinom 1960-ih postao „veliki legitimator”: „Do tada je njegovo prisustvo davalo status predsednicima, prihvatljivost u ratovima, sramotu na rasnim predrasudama, poželjnost pristojnosti, nečasnost nepristojnosti i prestiž građanskim događajima”.

## Bibliografija
- Calling Youth to Christ (1947)
- America's Hour of Decision (1951)
- I Saw Your Sons at War (1953)
- Peace with God (1953, 1984)
- Freedom from the Seven Deadly Sins (1955)
- The Secret of Happiness (1955, 1985)
- Billy Graham Talks to Teenagers (1958)
- My Answer (1960)
- Billy Graham Answers Your Questions (1960)
- World Aflame (1965)
- The Challenge (1969)
- The Jesus Generation (1971)
- Angels: God's Secret Agents (1975, 1985)
- How to Be Born Again (1977)
- The Holy Spirit (1978)
- Evangelist to the World (1979)
- Till Armageddon (1981)
- Approaching Hoofbeats (1983)
- A Biblical Standard for Evangelists (1984)
- Unto the Hills (1986)
- Facing Death and the Life After (1987)
- Answers to Life's Problems (1988)
- Hope for the Troubled Heart (1991)
- Storm Warning (1992)
- Just As I Am: The Autobiography of Billy Graham (1997, 2007)
- Hope for Each Day (2002)
- The Key to Personal Peace (2003)
- Living in God's Love: The New York Crusade (2005)
- The Journey: How to Live by Faith in an Uncertain World (2006)
- Wisdom for Each Day (2008)
- Nearing Home: Life, Faith, and Finishing Well (2011)
- The Heaven Answer Book (2012)
- The Reason for My Hope: Salvation (2013)[17]
- Where I Am: Heaven, Eternity, and Our Life Beyond the Now (2015)[18]

## Literatura
- Aikman, David (2007). Billy Graham: His Life and Influence. Nashville: Thomas Nelson. ASIN B008JM5FE2. short biography
- Long, Michael G., ур. (2008). The Legacy of Billy Graham: Critical Reflections on America's Greatest Evangelist. ASIN B002LE87N0. scholarly essays
- Miller, Steven P. (2009). Billy Graham and the Rise of the Republican South. University of Pennsylvania Press. ISBN 978-0-8122-4151-8.
- Schier, H. Edward (2013). „Civil Rights Movement”. The Battle of the Three Wills: As It Relates to Good & Evil. ISBN 978-1-4817-5876-5.
- Allison, Lon (2018) [2018]. Billy Graham: An Ordinary Man and His Extraordinary God. Paraclete Press. ISBN 978-1-64060-087-4.
- Bruns, Roger (2004). Billy Graham: A Biography. Greenwood Publishing Group. ISBN 978-0-3133-2718-6.
- Finstuen, Andrew, et al., eds. Billy Graham: American Pilgrim (Oxford UP, 2017) 326 pp. essays by scholars
- Himes, A. (2011). Sword of the Lord: the roots of fundamentalism in an American family Seattle: Chiara Press.
- King, Randall E. (1997). „When Worlds Collide: Politics, Religion, and Media at the 1970 East Tennessee Billy Graham Crusade”. Journal of Church and State. 39 (2): 273—95. doi:10.1093/jcs/39.2.273.
- Martin, William (2007). A Prophet with Honor: The Billy Graham Story. Grand Rapids: Zondervan. ISBN 978-0-310-24198-0. scholarly biography, updated from 1991 edition published by William Morrow.
- Martin, William (2013). Prophet with Honor: The Billy Graham Story. Grand Rapids: Zonderkidz. ASIN B004HOV0CW. Middle-school version.
- Pollock, John (1979). Billy Graham: Evangelist to the World. ISBN 0060666919.
- Sherwood, Timothy H. (2013). The Rhetorical Leadership of Fulton J. Sheen, Norman Vincent Peale, and Billy Graham in the Age of Extremes. Lexington Books. стр. 1—158. ASIN B00E1CYKCC.
- Strober, Deborah Hart; Strober, Gerald S. (2006). Billy Graham: A Narrative and Oral Biography. Jossey-Bass. ISBN 978-0-78-79-8401-4.
- Wacker, Grant (2009). „Billy Graham's America”. Church History. 78 (3): 489—511. doi:10.1017/S0009640709990400.
- Wacker, Grant (2014) [2006]. America's Pastor: Billy Graham and the Shaping of a Nation. Harvard University Press. Jossey-Bass. ISBN 978-0-674-05218-5.

## Spoljašnje veze
- Zvanični veb-sajt
- Graham Bili Grejam на веб-сајту  (језик: енглески)